# SS Antilles
Den franske luksusliner SS Antilles blev bygget til Compagnie Générale Transatlantique (På engelsk: French Line) i 1952. 
Skibet blev færdiggjort og foretog sin jomfrurejse i 1953. Det sejlede i sine første år i drift som passagerskib på en rute mellem Le Havre og Antillerne. Antilles adskilte sig hovedsageligt fra sit søsterskib SS Flandre (der blev færdiggjort et halvt år senere) ved at det var malet hvidt. Det blev indsat på sin vestindiske cruiserute i 1960'erne.

## Forlis og brand
Antilles karriere viste sig meget kortere end det var tilfældet for søsterskibet, idet det d. 8. januar 1971 kæntrede på et rev nær øen Mystique i Grenadinerne i forsøget på at navigere i den lavvandede og revfyldte Lansecoy Bay som er beliggende på Mustiques nordlige side. Hvorfor Antilles' kaptajn besluttede at sejle ind i det smalle, lavvandede stræde er usikkert. Ved skibets sammenstød med klipperne blev en brændstoftank perforeret og Antilles brød herefter i brand. Skibets passagerer og besætning blev evakueret i land på den nærliggende Mystique, indtil de blev samlet op af Cunard Lines RMS Queen Elizabeth 2.
Da det udbrændte vrag ikke umiddelbart kunne frigøres fra revet, lå skibet der i flere måneder, indtil det til sidst brækkede over i to. Adskillige år senere blev det delvist ophugget på stedet og flyttet blot et par hundrede meter, til dets endelige hvilested i kanalen ud for Lansecoy Bay. Vraget kan lige akkurat anes på Google Earth ved koordinaterne 12°54′04″N 061°10′44″W. 
Ved tidevande bryder skibets mast gennem havoverfladen. Til trods for at skibet ligger på et rev, er det ikke ufarligt at nå vragstedet, da der regelmæssigt dannes tidevandsflod i kanalen.

## I populærkultur
Visse scener i den danske film Hvor er liget - Møller? fra 1971 med Dirch Passer, Preben Kaas og Sisse Reingaard i hovedrollerne er optaget ombord på SS Antilles.
Enten Antilles eller søsterskibet Flandre ses på arkivoptagelser i tv-serien Perry Masons afsnit "Nautical Knot" fra 1964, hvis historie foregår nær Acapulco, Mexico. Scenerne ombord på skibet er imidlertid optagelser fra et filmset.